# Morillo de Liena
Morillo de Liena es una localidad española perteneciente al municipio de Foradada del Toscar, en la Ribagorza, provincia de Huesca, Aragón.
En 2023 tenía una población de 35 habitantes.

## Geografía
Situado a 649 metros sobre el nivel del mar y a una distancia de 106 km de Huesca. En el margen izquierdo del río Ésera. Al norte limita con Campo, al este con Bacamorta, al oeste con Navarri y Las Colladas y al sur con Santaliestra.
• entre campo y graus

## Historia
Morillo de Liena tiene sus orígenes a finales del siglo XVI.

## Patrimonio
- Iglesia parroquial, de finales del siglo XVI (fechada en 1585).[3][4]
- Puente de hierro sobre el barranco de Bacamorta: Joan Torras Guardiola, el eiffel catalán, recicló para esta obra el andamiaje con que se erigió la estatua de Colón en Barcelona.[5]
- Ermita de San José.
- Ermita de la Virgen de Piedad.
- Ermita de San Martín.

## Fiestas
- 25 de julio, en honor a Santiago.[4]
- 25 de septiembre, en honor a las Santas Reliquias.
- El primer sábado de mayo hay una romería a la ermita de San Martín.